# Зона (телесериал, 2006)
«Зо́на. Тюремный роман» — российский телесериал, снятый в одном из провинциальных следственных изоляторов города Камышина Волгоградской области. Показ телесериала был начат в январе 2006 года на канале «НТВ» в прайм-тайм, что вызвало массовые протесты.
В результате демонстрация телесериала 7 февраля 2006 года была прекращена, а возобновлена только через 12 дней в виде сдвоенных серий по воскресеньям в 23:30. Согласно официальной версии генерального директора «НТВ» Владимира Кулистикова, такое решение было принято из-за многочисленных жалоб со стороны телезрителей на чрезмерную жестокость телесериала, однако высказывалось множество предположений о том, что перенос времени вещания был осуществлён под давлением некоторых политических деятелей и чиновников ФСИН. В то же время рейтинг телесериала среди телезрителей был достаточно высок — с 23 по 29 января 2006 года он занимал 33-е место по России (18,4% доли и 7,4% рейтинга).

## Эпиграф
Перед началом каждого эпизода в сериале демонстрировался эпиграф — цитата из фильма Андрея Тарковского «Сталкер»:
«Зона — это не территория, это та проверка, в результате которой человек может либо выстоять, либо сломаться. Выстоит ли человек — зависит от его чувства собственного достоинства, его способности различать главное и преходящее».

## Сюжетные линии
В сериале две главные сюжетные линии, проходящие от первой до последней серии. Первая — оперуполномоченный капитан (затем майор) Багров расследует мнимое самоубийство бывшего начальника оперативного отдела Веллера, при этом выясняет многие тайны учреждения, о некоторых из которых неизвестно даже начальнику СИЗО подполковнику Костюхину. Другая линия — история заключённого Павлова, который попал за решётку по подозрению в убийстве, которого он не совершал. Помимо этого, в фильме много других историй — как сотрудников СИЗО, так и заключённых. Однако как в реальной жизни трагическое соседствует со смешным, так и в сериале присутствуют комические линии — например, история брачного афериста Величко, который даже в СИЗО не может спрятаться от своих пассий, которые готовы на любые ухищрения, лишь бы увидеть своего ненаглядного Аристарха. Изначально трагические персонажи начинают участвовать в комических случаях, а персонажи, которых, казалось, задумывали исключительно как комических, оказываются важнейшими звеньями ключевых сюжетных линий.

## Серии
| № Серии | Описание серии |
| ------- | --- |
| 1       | В следственный изолятор привозят новую группу заключённых. Среди них Алексей Павлов, человек, выделяющийся среди других интеллигентной внешностью. Но то, как с ним обходятся здесь, Павлова возмущает, за что охранники и майор Шверник избивают его и бросают в карцер. Но экономист Павлов здесь, на зоне, явно случайный человек. Его арестовали буквально два часа назад, заставив под давлением подписать какие-то бумаги и подкинув ему в кабинет чужой пистолет. Вся обстановка в СИЗО напряжённая — недавно среди заключённых был бунт, и братва порезала нескольких ментов. Кроме того, в помещении хозблока утром обнаружен повесившимся офицер. А камеры видеонаблюдения всю ночь были выключены по неизвестной пока причине.                                                                         |
| 2       | Убийство или самоубийство майора Веллера начинает расследовать Колесникова Светлана Адольфовна. Сержант дежурки обнаруживает причину поломки в системе видеонаблюдения: кто-то перерезал провод в блоке питания, но начальник режимной части Шверник запрещает сообщать об этом начальнику СИЗО. Юрий Багров, которого в ночь смерти Веллера сам же Веллер и засадил за пьянство в карцер, передумывает увольняться, потому что он уверен: это не самоубийство. Багров намерен докопаться до истины и кое о чём уже догадывается. Заключённого Павлова заталкивают на ночь в камеру к Людоеду, где он вновь испытывает потрясение: Людоед болен туберкулёзом последней степени, а ему не собираются оказывать никакой врачебной поддержки.                                                                        |
| 3       | Майор Раевский назначается на место умершего Веллера, он советует Багрову успокоиться и понять, что ничего уже изменить нельзя, Веллер сам покончил с жизнью, значит, нечего рыться ни в документах, ни в воспоминаниях. А тем более не надо лезть с жалостью к заключённым. Ну вот пожалел Багров заключённого Окунева, хотел его уберечь от смерти от Сухого, даже свидание с женой пообещал устроить. А результат? Нет теперь Окунева, умер в медсанчасти после непродолжительной комы. Сухому что — одним убийством больше, одним меньше, он и так пожизненно сидеть будет. А Багров — неудачник, слабак. И жена от него ушла, и на работе он нервный, и вообще алкоголик. Не может даже докопаться, кто же друга Веллера всё-таки убил.                                                                      |
| 4       | Во время прокурорской проверки заключённый Павлов вновь обращается со своей нелепой просьбой: пересмотреть его дело будто бы потому, что оно сфабриковано. Но прокурора интересуют только вопросы содержания, остальное — к следователю. Дождавшись, наконец, следователя, Павлов понимает, что и от неё, от Светланы Адольфовны, тоже не дождёшься понимания, а тем более поддержки. Она ведёт допрос столько, сколько считает нужным, доведя больного астмой Павлова до критического состояния. А старший опер Багров никак не успокоится по поводу погибшего друга: почему, чтобы повеситься, тому надо было в каптёрку идти? Странное совпадение: каптёрка не просматривается и как раз в тот день в том корпусе видеонаблюдение вырубилось.                                                                  |
| 5       | Замполит майор Гузеев узнаёт, что заключённый Чига прекрасно поёт. Но только никак Чига не соглашался петь для мусоров и их подстилок, как ни уговаривал его старик. Даже усиленный паёк и отдельная камера со всеми удобствами была обещана — не соглашался. И вдруг в самый канун праздника Чига петь соглашается. И ведь поёт как! Только не знает Гузеев, что майор Раевский перед этим провёл Чигу через камеру отморозков, где его опустили по полной. Теперь Чиге не только петь или глядеть на усиленный паёк не хочется, ему жить не хочется. А между тем в камере, откуда Чигу забрали, теперь новенький. Это следователь прокуратуры Полозков. Сам прокурор области позаботился, чтобы Полозкова к уголовникам на ночь подсадили — дабы на допросах сговорчивее был…                                   |
| 6       | От Полозкова все письма, где он умоляет ему помочь и пересадить в отдельную камеру, приказано выбрасывать. Багров пытается образумить Костюхина — ведь Полозков если и брал взятки, то является пешкой, а засадили его как раз организаторы-преступники. Для Алексея Павлова следственный эксперимент со лжесвидетелем лишь ухудшил положение, и Павлов объявляет голодовку. А Чига, хоть и продолжает петь и репетировать к предстоящему конкурсу, уже успел выкрасть пистолет у майора Гузеева, собираясь отомстить своим обидчикам. Во время репетиции по приказу Раевского в зал заводят обидчиков Чиги, чтобы его дополнительно унизить и спрессовать, но никто ещё не знает, что за спиной тот прячет пистолет.                                                                                             |
| 7       | Начальник СИЗО не хочет больше выжидать, когда Полозкова урки опустят и убьют, он переводит его в другую камеру. Приехавший к нему однокашник, прокурор области, недоволен, говорит, что с Полозковым будет то, что должно быть, но Костюхин непреклонен и не собирается, чтобы прокурор разгребал своё дерьмо чужими руками. А в тюрьму привозят ещё одного заключённого — Уоррена Дэниса, американца, несправедливо обвиняемого в изнасиловании несовершеннолетней. Уоррен не хочет ничего подписывать и требует адвоката и консула, а Шверник смеётся и приказывает своим подчинённым объяснить америкосу всё «по-русски». После побоев Уоррена отводят в камеру к уркам, чтобы те разобрались с ним по-своему.                                                                                                |
| 8       | Чига выжил после ранения и вернулся в больничный корпус тюрьмы. Состояние его всё ещё тяжёлое, но Гузеев рад и надеется, что Чига поправится и скоро начнёт петь. Однако за тяжелобольным заключённые отказываются ухаживать и объясняют Гузееву, что за опущенным никто убирать не собирается. Для Гузеева то, что его подопечный прошёл через пресс-хату, потрясение, он догадывается, кто приказал сделать это, идёт к Раевскому и даёт ему пощёчину. Новый адвокат заключённого Павлова Леночка, которая является сестрой жены Багрова, понимает, что Павлов невиновен и его дело полностью сфабриковано. Она хочет взяться доказать его невиновность, а для начала договаривается с Раевским о переводе Павлова в больничку.                                                                                 |
| 9       | Айболита-Крылова за то, что он Полозкова защищал, оказавшегося ментом, Сухой приказывает убить. Багров чудом успевает спасти Крылова и перевести его в другую камеру, объясняя ему, что нужно написать заявление на Сухого, иначе погибнет. Но Крылов опасается, ему кажется, что в другой камере до него Сухой не дотянется. Однако в бане Крылов получает сильный удар по голове, попадает в больницу и уже готов писать заявление. Но Крылова перехватывает на себя Раевский и принуждает того стать стукачом. Между тем Юрий Багров постепенно приближается к тайне убийства Веллера. Это как-то связано со смертью заключённого Игоря Гайдишева, умершего за день до смерти Веллера якобы от сердечного приступа.                                                                                            |
| 10      | Капитан Багров просит Лену узнать, кто был адвокатом Гайдишева, но узнаёт, что адвокат Гайдишева Трофимов уже умер. Тогда Багров пытается хотя бы отыскать того заключённого, кто был в день смерти Гайдишева с ним в больничной палате. Выясняется, что это был заключённый Кошкин, но и он теперь умер. Буквально все ниточки обрываются. А заключённого в камеру с уголовниками Полозкова продолжают убеждать не давать никаких признательных показаний, в то же время от его жены требуют за право свидания с мужем вернуть весть компромат, который Полозков имел на своих сообщников и тщательно прятал. Получив от жены Полозкова всё желаемое, Раевский тут же «устраивает» смерть Полозкова. |
| 11      | Американец Уоррен Дэнис никак не даёт покоя своим следователям и адвокатам. Поняв, что его водят за нос и продолжают вынуждать откупиться от того, чего он не совершал, Дэнис требует книги по уголовному праву и пишет письмо в правозащитную организацию, которое умудряется официально зарегистрировать. Неприкасаемому и лежащему в тяжёлом состоянии Чиге по ночам стали помогать Павлов и назначенный на работы в больничку Айболит. Багрову, почти уже потерявшему надежду найти зацепки в деле Веллера, поступает ночной звонок от некоего Емельянова Павла Алексеевича, обещающего кое-что рассказать Багрову при личной встрече. Багров немедленно выписывает на имя Емельянова пропуск на завтрашний день.                                                                                             |
| 12      | Подполковник Костюхин с ужасом осознаёт, что произвол судебных органов так же ужасен, как и произвол уголовников на зоне. Отпетому выродку и убийце многих людей Сухому суд вынес наказание в 6 лет заключения, много меньше, чем многим невиновным или виновным в какой-нибудь мелочи. Справедливостью для такого будет лишь смертная казнь, ведь Сухой рвётся на зону, зона ему — дом родной. Колесникова продолжает настаивать перед Раевским, что Павлова нужно перевести в общую камеру, потому что чувствует, как рушится закрытое ею дело молоденьким адвокатом Леной. Тем более Колесникова уже знает, как подстегнуть Раевского, ведь он превысил уровень самообороны, когда стрелял в уже лежащего Чигу.                                                                                                |
| 13      | Колесникова добилась от Раевского, чтобы он перевёл Павлова в общую камеру, одновременно на воле жену Павлова довели до состояния безысходности в связи с огромными долгами банку. Поэтому Павлову приходится всё-таки дать признательные показания в убийстве, за что Колесникова обещает уладить конфликт с банком. Только теперь Лена понимает, как легко её обвели вокруг пальца с Павловым, она в слезах бросается к Багрову. А у него, кажется, ещё одна проблема: он дал увольнительную зеку, чтобы тот в городе сделал экспертизу очень важной видеозаписи, перехваченной в почте у блатных, а зек не возвращается. Дэнис получает письмо от Любы, из-за которой он и попал сюда, — она решила официально отказаться от всех своих обвинений.                                                             |
| 14      | Ничего у Любы, засвеченной у ментов, как проститутка, не выходит с возвратом своего заявления на Дэниса, её просто выставляют за дверь. Зек, которого Багров отправил в город за экспертизой видеозаписи, нашёлся в травмпункте. Он выполнил поручение Багрова и дополнительно от некоего Яшки-сутенёра добыл ещё фотографий с Сучковым и ворами. И видеозапись на сержанта Сучкова оказалась неподдельной, теперь начальнику СИЗО Костюхину надо принимать какие-нибудь меры против преступника в рядах сотрудников режимного заведения. Между тем ничего не подозревающий ни о чём Сучков приводит в камеру, где скоро коронуют Гиви, подлечившегося Чигу. |
| 15      | Багрову очень хочется помочь Леночке в деле Павлова. Конечно же, никто не сомневается, что Павлова подставляют очень крупные люди, такие крупные, что Багров за Лену боится. Тем не менее, он поручает своему осведомителю Сане разузнать по своим каналам, кто же на самом деле грохнул Гаврилова, убийство которого вешают на Павлова. Тот разузнал: Гаврилова грохнули менты. Но жена Павлова уже не выдержала давления на неё банка и продала квартиру, переехав в маленькую однушку. Багров также не намерен больше отмалчиваться по поводу преступника Сучкова, он передаёт все доказательства лично в руки приехавшего к нему следователя из прокуратуры Возницкого, после чего по предъявленному обвинению Сучкова арестовывают.                                                                          |
| 16      | Раевский действительно увлёкся адвокатом Леной и, желая ей помочь в деле Павлова, сообщает, что авторитета Гаврилова убил человек подполковника Мащенко, которого может опознать Петюня. Колесникова звонит Мащенко в тревоге за разваливающееся дело. После того, как сержанта Сучкова посадили в ментовскую камеру, Багров увидел старую запись видеокамеры, где видно, что Сучков и Веллер встречались накануне убийства Веллера. Багров предлагает Сучкову рассказать всё, что он знает о последних минутах жизни Веллера, но Сучков ставит условие: свобода в обмен на имя убийцы. После ухода Сухого в камере потешаются над Гиви, представляя, будто коронуют его, и теперь погоняло Гиви будет «Баран», а если не нравится — то «Долбонос».                                                               |
| 17      | Светлана Адольфовна Колесникова в ненависти предупреждает Раевского, чтобы не лез не в своё дело и оставил в покое Мащенко. Но Раевский лишь усмехается, у него свои мысли на этот счёт. Однако дело Павлова в преддверии суда снова не даёт покоя его прокурору Колесниковой, теперь она шантажирует Павлова спокойствием детей и их возможностью проживать хотя бы в маленькой квартире, а не стать бомжами. Павлов сломлен, он готов подписывать любые бумаги и давать любые показания. Лена в отчаянии — почему он прекратил борьбу? Между тем скоро умрёт и единственный свидетель, способный опознать убийцу Гаврилова: Агдам вколол Петюне какую-то дрянь, от которого тот впал в кому, и спасти его может только срочное переливание крови.                                                               |
| 18      | Колесникова продолжает мстить «предавшему» её Раевскому. Она уже знает, что тот превысил пределы самообороны, когда стрелял в лежащего Чигу. Теперь она расколола Гузеева, кто отослал Чигу в пресс-хату к отморозкам — всё тот же Раевский. А в больничке умирает Петюня, единственный свидетель, способный ещё помочь в деле Павлова. Ему нужна донорская кровь, а среди заключённых такой группы крови, как у него, нет. Раевский по совету Айболита решает просмотреть карточки персонала для поиска донора. Утром по СИЗО пролетает новость: Сучков умер. Сердечная недостаточность. Но Багров ни на секунду не сомневается, что Сучкова убили, и в этом деле замешан майор Шверник, заставивший свою жену сфабриковать медицинское заключение.                                                              |
| 19      | После того, как Петюня очнулся, Айболит объясняет, что жизнь ему спас Раевский, отдав свою кровь. Теперь они — кровные братья, и Петюня согласен дать показания и опознать того, кто стрелял в Гаврилова. Это водитель Мащенко, которого Раевский тут же вызывает в СИЗО. Но вскоре выясняется, что водитель якобы в больнице, вместо него приезжает адвокат. Конечно, они там в прокуратуре сейчас и справки для водителя-убийцы состряпают, и алиби. Колесникова же пытается дать ход делу о превышении Раевским служебных полномочий. А Алексей Павлов теперь немного поверил в возможность победы, он готов идти до конца, будет обжаловать неправедные решения вплоть до самых высоких инстанций, а Лену просит дать его делу широкую огласку.                                                               |
| 20      | Мащенко предупреждает Раевского во дворе СИЗО: отзови повесточку, пока цел. Но Раевский уже ввязался в войну, из которой не намерен уходить с позором. Однако первый назначенный следственный эксперимент проходит для Раевского неудачно — Петюня оказался в невменяемом состоянии из-за приёма наркотиков. Колесникова добилась признаний Чиги в том, что его «опустили» по приказу Раевского. А Багров удостоверился, что начальник СИЗО Костюхин брал взятки, об этом знал Веллер, надеявшийся занять место начальника. Выходит, Веллер имел основания печатать свои новые визитные карточки, а Костюхин имел основания убрать Веллера. В продолжение противостояния начальником оперчасти СИЗО назначается Колесникова.                                                                                      |
| 21      | Чига совершает побег. Колесникова, новый начальник оперчасти, поручает Багрову расследовать, как это произошло, а сама вымещает злобу на Раевском. Раевский и Лена понимают, что в деле Павлова опять происходит что-то ужасное и непоправимое: Петюня, на показания которого они возлагали такие большие надежды, отказывается свидетельствовать, ссылаясь на будто бы потерянную память. Раевский просит Марину, тюремного врача, следить за Петюней особо, а Колесникова тут же переводит его в общую камеру. Багрову становится сложнее беседовать с теми, с кем необходимо. Особенно теперь приходится избегать любых контактов с Мариной, муж которой Шверник под предлогом лютой ревности угрожает стереть любого, кто приблизится к ней, в порошок.                                                       |
| 22      | Во время беседы с Крылом-Айболитом Багров убеждается, что именно он помог в побеге Чиги. Есть и прямое письменное подтверждение дяди Гриши того, что Айболит видел, что из больнички выносят не покойника. Однако и Раевский заинтересован, чтобы о том, как был совершён побег, никто не знал, а потому бумага с показаниями Григория сжигается. В камере урок смотрящим назначается Агдам, что подтверждается малявой, переданной от вора в законе. А Багров обнаруживает, что в тюрьме, кажется, завелась ещё одна «мёртвая» душа. На этот раз некий заключённый Акивис, которого разыскивает мать и который недавно прислал ей письмо отсюда. И штамп, и обратный адрес в письме несуществующего Акивиса указаны точно.                                                                                       |
| 23      | На зону привозят известного спортсмена Дмитрия Иванова, обвиняемого в нанесении тяжких телесных повреждений трём человекам. Но на просьбы адвоката подумать и не брать всю вину на себя Дмитрий не реагирует. Однако о тех, кто стоит за спиной Дмитрия, интересуется не только следствие, но и воры в законе. Вызванному на хату к воровскому авторитету дяде Грише поручается узнать поподробнее от самого спортсмена об этом. Дяде Грише, если ему удастся выполнить поручение, обещана возможность вновь стать смотрящим в какой-нибудь камере. А Багров продолжает разгадывать загадки с исчезновением одних заключённых и с неожиданными и непонятными смертями других, за пару дней до собственной смерти бывших совершенно здоровыми.                                                                     |
| 24      | Начальник СИЗО Костюхин, видя, что Багров не желает успокоиться и продолжает копаться вокруг смерти Веллера, советует ему по старой дружбе заниматься лишь своим делом, не лезть туда, куда даже ему, начальнику, вход закрыт. Потому что это смертельно опасно. Дело Дмитрия Иванова интересует Раевского, который не верит ни ему, ни его другу детства Терехину, сидящему в другой камере, причём Дмитрий свято верит своему другу и считает его неспособным на предательство, потому всю вину за драку по-прежнему берёт на себя. Но, судя по всему, дело здесь не только в драке. Обоим друзьям надо опасаться криминального авторитета Тарана, которому ничего не стоит расправиться с кем бы то ни было везде, даже и в тюрьме.                                                                            |
| 25      | Уже шестой год в тюремной больничке работает полотёром глухонемой старик. Как его зовут, не знает даже Марина Львовна. Айболит решает проследить за стариком и узнать хотя бы, где тот ночует, потому что в общую камеру он никогда не приходит. Айболит добирается до закрытой двери в подвале, а после этого майор Шверник избивает его в коридоре и предупреждает, что в следующий раз за поход в подвал убьёт. Крылов-Айболит хочет рассказать о странном немом старике Багрову, но не успевает — его вызывает Костюхин и объявляет о его условно-досрочном освобождении. Приехавший к Колесниковой Мащенко в личной беседе говорит ей, что вопрос с Павловым надо решать кардинально. Всё должно выглядеть как несчастный случай.                                                                            |
| 26      | В Костю Завадского стреляла посетительница Настя Прохорова. Но не попала, лишь стёкла разбила и переполоху навела. Её ненависть к Косте не совсем понятна, однако ещё непонятнее то, что она отказывается возвращаться домой к отцу-прокурору, которого считает убийцей. Между тем Колесникова ведёт тайную борьбу с Мащенко, пытаясь уберечь Павлова от смерти. Она даже советуется с Багровым, не перевести ли его куда, ведь смерть Полозкова, тоже способного обвинить Мащенко, случилась очень кстати, причём в одиночном карцере и при невыясненных обстоятельствах. Дмитрий Иванов не верит, что его друг Вадим Терехин начал давать показания против него. Всё это Дима считает обыкновенным обманом, ментовскими уловками.                                                                               |
| 27      | На прогулке кто-то всадил нож в сердце Гиви. Агдам свирепеет от мысли, что в его камере творится беспредел, и даёт ночь на размышление и признание тому, кто это сделал. Но раскалывает убийцу Багров, сопоставив факты о том, что старик, попавший недавно в камеру вместе с Гиви, — его односельчанин, и старик не просто отстал от поезда, а специально готовился сюда попасть. Это кровная месть за внука. Агдама беспокоит ещё и то, что в общаке обнаружились фальшивые доллары. Он поручает Экономисту-Павлову впредь вести денежные дела, навести порядок в кассе и впредь не допускать никаких косяков. Приехавшему из прокуратуры побеседовать со свидетелем новому следователю Петюня отвечать отказывается, заявляя, что всё расскажет на суде.                                                       |
| 28      | Настя, просидев день в камере, решает уйти домой и звонит отцу. Тот приезжает, но с дочерью контакта так и не находит, однако распоряжается, чтобы Настю выпустили — только завтра, чтобы ещё всё хорошенько обдумала. А Настя решает начать работу и просит Колесникову помочь ей в этом, ведь у неё почти законченное юридическое образование. Багров узнаёт, что Сухой, которого отправили на зону, исчез. Его нет ни в одной тюрьме. Мало того, он даже не числится в списках выбывших из СИЗО, и без ведома Шверника этого произойти не могло. К Дмитрию Иванову приезжает тренер и просит его не брать чужую вину на себя, рассказать следователю правду, тогда на суде с учётом положительных характеристик можно будет добиться условного осуждения.                                                      |
| 29      | Павлова возили в суд, но пока безрезультатно. Содержание его под стражей продлено на три месяца. Адвокат Павлова Леночка сильно расстроена, она понимает, что за три месяца с её подзащитным может произойти самое ужасное, на что уже были прямые намёки. Тогда дело автоматически закроют, а виновные так и не будут наказаны. Раевский утешает девушку, ласкает её, целует. Жена начальника Костюхина Лариса продолжает медленно сходить с ума. После сильного стресса, когда во время тюремного бунта она побывала в заложниках и потеряла недоношенного ребёнка, её психическое состояние ухудшается. Багров замечает эффектную брюнетку, которая зачастила в изолятор и тайно встречается в подвале со Шверником. Что это за Диана, у которой имеется платок, непосредственно связанный со смертью Веллера? |
| 30      | На совещании Колесникова нервничает и объявляет, что наблюдение с камеры, где содержится Павлов, снимается. Позже она объясняет Багрову, что теперь Павлов не страшен Мащенко, потому что суд не принял показаний Опальского-Петюни. Люба, по заявлению которой об изнасиловании сидит Дэнис, умоляет следователя отдать ей это заявление, отозвать его, ведь на самом деле изнасилования не было. Но следователь, который уже неоднократно объяснял Дэнису, чтобы он откупался, требует только сильнее давить на американца, ведь у того есть в Америке богатый дядя. Люба не знает, что ещё предпринять, ей хочется спасти Дэниса, она питает к нему тёплые чувства, да и он теперь доверяет ей. Встретив по пути отца Михаила, она делится с ним своим горем.                                                  |
| 31      | В СИЗО приходит освобождённый уже Айболит — приносит передачу ребятам, с которыми вместе сидел. Кроме того, он желает переговорить с Багровым, которому так и не успел рассказать о глухом полотёре и запертой комнате в подвале, где тот ночует. Скорее всего, и освобождение Крылова-Айболита связано с тем, что он узнал то, чего знать не следовало. Костюхину поступил звонок из американского посольства по поводу заключённого на зоне их гражданина Уоррена Дэниса. Вскоре пожалует консул из Москвы, велено встретить и дать возможность встречи с заключённым. Узнавший об этом следователь, ведущий дело, обеспокоен, но вышестоящее начальство в прокуратуре успокаивает его: никаких консулов на территории зоны в ближайшее время не появится.                                                      |
| 32      | Багров хочет каким-нибудь образом переговорить с глухим полотёром, потому что понимает, что так долго осуждённый в полотёрах ходить не может, и все этого старика уже за вольнонаёмного принимают. Но пока Багров курит во дворе, неожиданно срывается с тормозов грузовик. Ещё немного — и Багрова удавило бы насмерть. Волынов всерьёз обеспокоен за него: брось ты копать про смерть Веллера, и до тебя доберутся. А вор в законе Таран вызывает к себе Экономиста с просьбой на время возглавить тюремный общак. Но не договаривает, потому что знает, выйти на свободу Павлову всё равно не дано. Дмитрий же Иванов теперь, после оговора собственным другом детства, попадает под другую статью — убийство.                                                                                                 |
| 33      | Смерть Волынова приходит расследовать молодой лейтенант, рассуждая, что пожилой человек, мол, а столько пил… вот и допился. Но Багров ни минуты не сомневается в том, что Волынова убили. Он просит сделать экспертизу крови убитого и убеждается, что был прав. Авторитет Таран выставляет кандидатуру Агдама на коронование, но вору в законе на воле протеже Тарана не понравился. Дмитрий Иванов, убедившись, что друг Терехин его подставляет и сваливает свою вину на него, начинает наконец говорить следователю правду. Спортсмена-борца Вадим попросил просто побить троих беспредельщиков, у которых будто бы Терехин зацепил иномарку и которые ставили его за это на бабки. И нож, которым был убит один из побитых, принадлежал тому же Терёхину.                                                    |
| 34      | Следователь Нерадейник, который ведёт дело Уоррена Дэниса и Агдама, отстранён от дел за несанкционированное свидание Агдама со своей любовницей, во время которого он чуть не убил её. Это могло бы быть замято, тем более за Нерадейника просил Мащенко. Но дело получило огласку благодаря Раевскому, да и самой Светлане Адольфовне надоело покрывать явно нечистоплотного следователя. Кстати, бутылка отравленного коньяка, от которого умер Волынов, предназначалась для Багрова — об этом вспомнила приёмщица, сама и принявшая от неизвестной женщины будто бы подарок для Багрова. А Дэнис и Люба, столь много претерпевшие из-за своей глупости и преступного поведения следователя, принимают решение обвенчаться.                                                                                     |
| 35      | После первой брачной ночи Дэнис даже не верит своему счастью — Люба его любит, она готова ждать столько, насколько он задержится в тюрьме, а ведь это, по словам сокамерников, может длиться годами. Таран сумел повесить на Агдама огромный долг, который тот обязан отдать через сутки, иначе судьба его будет решена по воровскому закону. Причём Таран знает, что денег Агдаму взять негде, кроме как залезть в тюремный общак, хранящийся у Экономиста. В этом случае пострадает Экономист. Багров получает очередное офицерское звание, и по этому поводу вечером собирается небольшой банкет в Красном уголке, где обмывают звёздочку Юрия. Как только Лена вскрывает пакет из управления, адресованный Багрову, раздаётся взрыв…                                                                          |
| 36      | Катя из секретариата считает себя виновной в смерти Лены, вскрывшей пакет, предназначавшийся Багрову. Все в шоке, ведь бандероль была якобы из управления, Лена просто хотела торжественно зачитать указ о присвоении звания майора Багрову. Потрясённый смертью Лены, к которой он относился больше, чем просто тепло, Раевский плачет на плече Марины Львовны. А Шверник, всегда наблюдающий по камерам за происходящим, взрывается яростью на жену, тащит её по коридорам за волосы и швыряет в камеру к уголовникам. Агдаму не удаётся уговорить Экономиста отдать общак. Тогда он решается на крупную игру в карты и обыгрывает в подвале группу ментов, однако деньги отбирает ворвавшийся в помещение Шверник.                                                                                             |
| 37      | Марина Львовна, оказавшись ночью в камере с уголовниками, дрожит и заливается слезами. Терёхин понял, что ему можно развлечься, но остальные мужики не позволяют ему ни прикасаться, ни глядеть на врача, муж которой — они уже знают это хорошо — неуравновешенный псих и садист. Они успокаивают женщину, угощают её чаем. На следующий день Шверник просит прощения у своей жены, говорит, что просто был сильно пьян, а уголовникам и персоналу приказывает не заикаться о произошедшем. Агдам отдаёт деньги Тарану. А сам Таран вызывает к себе Экономиста и даёт ему поручение: разобраться в его бумагах, присланных с воли, потому что у него возникло подозрение, что пока он отсиживается в тюрьме, его дела идут не слишком чисто.                                                                     |
| 38      | Багрову после трёх неудавшихся на него покушений поступает угроза по телефону, но кто звонил и откуда, выяснить не удалось. Однако приёмщица по фотографии опознала женщину, передавшую ей отравленный коньяк для Багрова. Это была мать сержанта Сучкова, которого посадили в тюрьму, и там неизвестно, кто его удавил. Но ведь изготовить взрывное устройство она точно не могла! Тем более, Настя по запросу узнала, что эта женщина на момент взрыва, унёсшего жизнь Лены, сама была уже мертва. Вероятно, её кто-то использовал, а потом убрал. К Колесниковой обращается с заявлением с чистосердечным признанием в убийстве Опальский-Петюня. Он заявляет, что невинный Павлов сидит в тюрьме за преступление, которое совершил он.                                                                        |
| 39      | Опальский-Петюня настаивает перед новым следователем, что именно он убил Гаврилова, «вспоминает» всё новые детали убийства и повторяет, что Павлов в убийстве не при делах. На воле убит Яшка-сутенёр, убийца — милиционер Волков, мстивший за сестру, выставленную Яшкой за долги на панель. А отец Михаил с помощью Величко обнаруживает в комнате, оборудованной под тюремную церковь, подслушивающее устройство. Проследив, кто придёт за «жучком», он узнаёт, что подслушка установлена по приказу Колесниковой. Однако сама Светлана Адольфовна лишь смеётся на обвинения отца Михаила в том, что тайну исповеди она использует в своей оперативной работе. Она считает, что для раскрытия преступлений оправданы любые методы.                                                                             |
| 40      | Сбежавшая из психиатрической лечебницы Лариса Костюхина появляется на территории зоны и просит встретившегося ей на пути Багрова о помощи. Она беременна, но это не ребёнок Костюхина. Шверник, и раньше подозревавший жену в измене, теперь следит за ней ещё больше, а женщины шепчутся, что она стала выглядеть лучше, потому что влюблена. Американец Дэнис уже четвёртые сутки находится в карцере. А новый зек Волков признаётся отцу Михаилу, что не раскаивается в убийстве сутенёра, а наоборот, хочет совершить ещё одно убийство и специально для этого дал посадить себя в тюрьму. На допросе у Багрова он падает на стул, будто ему стало плохо, а потом накидывается на повернувшегося к нему спиной Багрова и начинает его душить.                                                                 |
| 41      | Начальник хозчасти капитан Пряжкин не так уж и прост. У него имеются все ключи, он знает все ходы и выходы и этим пользуется. Его помощник — глухой дед-полотёр. Но дед вовсе не глухой, дед выполняет поручения Пряжкина, сопровождает его при посещении живущего уже долгое время в тюремном тайном подвале человека. Сюда же на встречу с Пряжкиным напросился и сбежавший с этапа Сухой. Правда, условия Сухого Пряжкин выполнять отказывается, за что Сухой набрасывается на него, но получает электрошокером в спину. Волков не смог убить Багрова, но и Багров не может отомстить Волкову за все смерти, принесённые им. Раевский требует открыть карцер с Волковым, и лишь вмешательство Колесниковой спасает Волкова от новой расправы.                                                                  |
| 42      | Экономист ведёт по просьбе Тарана его финансовые дела и советует не вкладывать деньги в компанию, куда посоветовали ему вложиться друзья. Шверник выпытал у Терёхина, что Циркач-Долгачёв более чем просто хорошо относится к Марине Львовне, за что проводит Долгачёва через побои и издевательства, бросив после этого его в карцер. Раевский настаивает перед дядей Гришей, чтобы переведённого в их камеру Волкова аккуратно прикончили, представив это несчастным случаем. Одновременно Раевский ставит условие Мащенко под угрозой, что записи телефонных переговоров убитого Полозкова со своим начальником и записи Полозкова о каждой взятке станут известны в прокуратуре. А Багров всерьёз интересуется приходящей в тюрьму Дианой.                                                                    |
| 43      | Таран, поставив большие деньги на компанию, которую посоветовал Павлов, паникует. Цены на акции падают, а это убытки. Но Экономист объясняет, что цены могут снижать искусственно, нужно иметь выдержку. Вероятно, это кому-то надо, просто так это не может случиться с солидной компанией. И акции лучше не скидывать, а наоборот, прикупить по дешёвке побольше. В больничку переводят из карцера умирающего Долгачёва, ему нужны антибиотики, которых нет. Марина просит мужа дать ей денег, лично ею заработанных, но он ей грубо отказывает. При попытке продать золотое кольцо Шверник хватает Марину и в очередной раз угрожает, чтобы она не смела беспокоиться за какого-то зека, что он убьёт её и что за неё никто не заступится.                                                                     |
| 44      | Крылов-Айболит, которого уже выпустили на свободу, возвращается в тюрьму. Теперь он приходит к Маше, приёмщице передач для заключённых. Дарит ей цветы, приглашает в кино. Сержанта Гнатюка взяли с фальшивыми деньгами, причём в городе вообще наблюдается много фальшивок. Багров выясняет, что деньги к Гнатюку попали из тюремного общака, в котором они оказались, в свою очередь, от проигравшихся в карты ментов. Опальский начал давать наконец нормальные показания, он готов провести процедуру опознания человека, стрелявшего в Гаврилова. Мащенко же, видя, что ситуация полностью выходит из-под контроля и его водителя ведут на опознание, в панике звонит тому, от кого и получен был приказ ликвидировать Гаврилова.                                                                            |
| 45      | В камеру приводят новенького, Петухова, который по совету Гнатюка назвался Орловым. Диану, имеющую доступ в тюрьму по адвокатскому пропуску, узнаёт охранник и сообщает об этом Багрову. Диана — женщина Шверника, и зек, охраняющий хозсклад, где они находятся, умоляет Багрова не вмешиваться. Дмитрия Иванова из тюрьмы выпускают под подписку о невыезде. К умирающему Роману Долгачеву Марина вызывает отца, которого долго не могут пропустить через дежурный пост. Багров приводит старика к сыну, но уже поздно — Долгачёв умер. Марина Львовна в слезах, они с Романом успели привязаться и полюбить друг друга. А Шверник теперь не имеет иллюзий насчёт Марины — она изменилась и даже осмеливается ему не подчиняться.                                                                               |
| 46      | Багров врывается на хозсклад, где заперлись Диана и Шверник, — и вовремя. Шверник уже чуть было не придушил женщину. Багров бросается к Швернику, а Диана бьёт насильника бутылкой по голове. Вместе они надевают на Шверника наручники. Диана приводит Багрова в подвал, где в рабах содержится её муж Гайдышев, которого Шверник заставлял печатать фальшивые деньги. Волков сдал Павлова, что тот работает на воров, и Колесникова устраивает уркам душняк, вынуждая сознаться, куда ходит Павлов и как это могло получиться. Самого же Павлова, не сознающегося в том, о чём его просит Колесникова, бросают в карцер, где жестоко избивают. А Шверника по приказу прокуратуры приказано переправить в областной изолятор.                                                                                    |
| 47      | |
| 48      | Костюхину приходит срочное сообщение: авария на трассе в области. Погибли люди, в том числе Шверник. После того, как Тарана приказано перевести в общую камеру, а Вилена посадить в карцер, бунт заключённых разрастается. Зеки готовы не только отказаться от еды, прогулок, свиданий и передач, по особому знаку они готовы массово перерезать себе вены. Колесникова объявляет карантин на три дня, но пришедшие к зоне родственники заключённых тоже бунтуют, они чувствуют, что там происходит что-то нехорошее. Между тем подъезжает вызванный спецназ, готовый к штурму тюрьмы. Лишь в последний момент Костюхин останавливает штурм, идёт на переговоры с криминальными авторитетами и частично удовлетворяет их требования.                                                                              |
| 49      | Колесникова не выдерживает стресса, когда приходится признавать, что вся власть в тюрьме принадлежит ворам, а начальник обвиняет её в провоцировании конфликта. Она просит Мащенко вернуть её в управление. Багров, просмотревший видеозаписи, удивлён поведением Полины и вызывает её для беседы. Тогда Полина объясняет ему, что она устроилась сюда на работу после смерти Веллера, потому что они были женихом и невестой. И она хочет докопаться до истины, потому что подозревает в причастности начальника хозчасти Пряжкина. Одновременно досрочно освобождённый Величко перед уходом простодушно рассказывает Пряжкину о том, какой бредовой идеей одержима Полина. Пряжкин понимает: проблему с Полиной надо срочно решать.                                                                             |
| 50      | Пряжкин сжигает документы и следит за Полиной, чтобы в удобный момент столкнуть её с лестницы. Багров спасает Полину и гонится за Пряжкиным, но не успевает — тот уезжает на своей машине. Вскоре поступает известие, что Пряжкин покончил с собой, но перед этим оставил аудиозапись, где берёт убийство Веллера и организацию изготовления фальшивых денег на себя. Сычов является с повинной, где признаётся в совершённом им убийстве, а потом, испуганный тем, что его сумеют расколоть, бросается вниз головой с лестницы. Агдам подстраивает так, что практически свободного Павлова обвиняют в новом убийстве. А на зоне теперь нужен новый человек вместо Пряжкина, и «немому» старику поручено ввести в курс всего Юрия Багрова.                                                                        |

## Создание телесериала
Перед написанием сценария Ася Карева в течение долгого времени посещала места заключения. Экскурсию в давно заброшенный следственный изолятор совершил и режиссёр фильма Пётр Штейн. В качестве консультантов привлекались люди, многие годы проработавшие в системе УИН. Вместе с тем авторы телесериала также обратились за помощью к бывшим заключённым.
Местом действия является город Камышин, хотя в фильме этот населённый пункт не упоминается. Косвенным подтверждением этого факта является появление в кадре машин с кодом 34 (Волгоградская область), а также в шестнадцатой серии авторитет Агдам при встрече со своим давним корешом Чигой вспоминает, как они вместе «в Камышине трёшку разменивали». Если присмотреться, во второй серии в титрах указано: «Выражаем благодарность СИЗО № 5 (город Кашира), СИЗО № 1 (Ногинск), СИЗО № 10 (Можайск)». Возможно, сериал снимался именно в Московской области.
В качестве консультанта по тюремному быту был приглашён Фима Жиганец.

## Актёрский состав
Для работы над сериалом было привлечено большое количество актёров, которые до этого занимались только театральным творчеством, поэтому не были известны телезрителям. В результате возникла легенда, что в съёмках принимают участие настоящие зэки. В действительности же опыт заключения имел актёр Олег Протасов, сыгравший майора Шверника, и Александр Раппопорт, сыгравший роль Вилена, вора в законе. Во время съёмок сериала происходили зловещие события — актёр Владимир Иванов сыграл в фильме роль бомжа Палыча, который умирает в тюрьме. Вернувшись после съёмок домой, актёр скончался от инфаркта миокарда.

### Сотрудники СИЗО
- Александр Тараньжин — Юрий Иванович Багров, оперуполномоченный оперативной части следственного изолятора № 50/21 УИН Министерства юстиции РФ, капитан внутренней службы / с 35-й серии — майор внутренней службы
- Игорь Филиппов — Олег Николаевич Раевский, старший оперуполномоченный оперативной части следственного изолятора № 50/21 УИН Министерства юстиции РФ / с третьей серии — временно исполняющий обязанности начальника оперативной части следственного изолятора № 50/21 УИН Министерства юстиции РФ / с 21-й серии — старший оперуполномоченный оперативной части следственного изолятора № 50/21 УИН Министерства юстиции РФ, майор внутренней службы
- Игорь Карташёв — Николай Степанович Костюхин, начальник следственного изолятора № 50/21 УИН Министерства юстиции РФ, подполковник внутренней службы
- Луиза Мосендз — Светлана Адольфовна Колесникова, старший следователь областной прокуратуры / с 21-й серии — начальник оперативной части следственного изолятора № 50/21 УИН Министерства юстиции РФ, младший советник юстиции / с 21-й серии — майор внутренней службы
- Олег Протасов — Вадим Григорьевич Шверник, начальник караульной службы следственного изолятора № 50/21 УИН Министерства юстиции РФ, майор внутренней службы (погиб в автокатастрофе в 47 серии) (‡)
- Валерий Громовиков — Сергей Сергеевич Пряжкин, начальник режимной части следственного изолятора № 50/21 УИН Министерства юстиции РФ, капитан внутренней службы (убит Немым в пятидесятой серии) (‡)
- Владимир Никитин — Фёдор Игнатьевич Гузеев, заместитель начальника следственного изолятора № 50/21 УИН Министерства юстиции РФ по воспитательной работе, майор внутренней службы
- Андрей Семёнов — Герман Иванович Веллер, начальник оперативной части следственного изолятора № 50/21 УИН Министерства юстиции РФ, капитан внутренней службы (убит в первой серии) (‡)
- Лариса Шатило — Марина Львовна Шверник, врач медицинской части следственного изолятора № 50/21 УИН Министерства юстиции РФ
- Виктор Коношенков — Степан Андреевич Якушев, конвойный караульной службы следственного изолятора № 50/21 УИН Министерства юстиции РФ , майор внутренней службы
- Михаил Парыгин — Виктор Гнатюк («Сало»), конвойный караульной службы следственного изолятора № 50/21 УИН Министерства юстиции РФ, прапорщик внутренней службы
- Дмитрий Супонин — Анатолий Прокофьевич Сучков, конвойный караульной службы следственного изолятора № 50/21 УИН Министерства юстиции РФ, сержант внутренней службы / с шестнадцатой серии — заключённый (убит в 17 серии) (‡)
- Сергей Баринов — Серёга, конвойный караульной службы следственного изолятора № 50/21 УИН Министерства юстиции РФ, сержант внутренней службы
- Александр Батрак — Дудилов, конвойный караульной службы следственного изолятора № 50/21 УИН Министерства юстиции РФ, лейтенант внутренней службы
- Даниил Грецов — Кузьмин («Кузя»), инженер хозяйственной части следственного изолятора № 50/21 УИН Министерства юстиции РФ, старший лейтенант внутренней службы (впал в кому в пятой серии)
- Жанна Воробьёва — Екатерина Васильевна Савчук, делопроизводитель канцелярии следственного изолятора № 50/21 УИН Министерства юстиции РФ, старший прапорщик внутренней службы
- Юлия Александрова — Анастасия Павловна Прохорова, помощница делопроизводителя канцелярии следственного изолятора № 50/21 УИН Министерства юстиции РФ
- Евгений Березовский — отец Михаил, священник, психолог следственного изолятора № 50/21 УИН Министерства юстиции РФ
- Владимир Кебин — Сергей Антипович Волынов, начальник автомобильной базы следственного изолятора № 50/21 УИН Министерства юстиции РФ (отравлен в 32 серии) (‡)
- Нелли Неведина — Полина Витальевна Сытник, конвойный караульной службы следственного изолятора № 50/21 УИН Министерства юстиции РФ, рядовой внутренней службы
- Лора Виталь — Мария Харитоновна Агафонова, сотрудник пункта приёма передач для заключённых следственного изолятора № 50/21 УИН Министерства юстиции РФ
- Вадим Рябинин — водитель Костюхина
- Юрий Колганов — Степанов, сотрудник следственного изолятора № 50/21 УИН Министерства юстиции РФ

### Следователи, сотрудники прокуратуры
- Андрей Прокопьев — Андрей Гаврилович Усанов, прокурор по надзору за исполнением законодательства органами УИН Министерства юстиции РФ, старший советник юстиции
- Игорь Ромащенко — Павел Сергеевич Мащенко, прокурор области, советник юстиции
- Владимир Перегудов — Пётр Иванович Нерадейник, старший следователь областной прокуратуры, младший советник юстиции
- Алексей Федькин — Борис Алексеевич Суворов, старший следователь областной прокуратуры, младший советник юстиции
- Сергей Заботин — Пётр Алексеевич Возницкий, следователь
- Борис Каморзин — Геннадий Полозков, следователь областной прокуратуры, юрист 1 класса / с 5-й серии — заключённый (убит Таргыном в 10 серии) (‡)
- Сергей Лавыгин — Капустин, лейтенант милиции

### Заключённые
- Андрей Филиппак — Алексей Михайлович Павлов («Экономист»), заключённый, «мужик»
- Сергей Моложаев — «Александр (Саня Весёлый)», заключённый, «блатной»
- Олег Гераськин — Андрей Викторович Крылов («Айболит»), заключённый, «мужик» / с 9-й серии — «козёл» / в 25-й серии — освобождён по амнистии
- Эдуард Федашко — «Людоед», заключённый в карцере (умер во 2 серии) (‡)
- Игорь Арташонов — Дмитрий Сухой («Митя Сухой», «Митяй»), заключённый, «блатной»
- Фёдор Малышев — Василий Иванович Окунев («Окунь»), заключённый, «мужик» (убит Сухим в 3 серии) (‡)
- Тихон Котрелёв — «Чига», заключённый, «блатной» / с 4-й серии — «петух» (сбежал)
- Ромуальд Вильдан — Валерий Анатольевич Шугаев («Сова»), заключённый, «мужик» / в 8-й серии — освобождён
- Георгий Шахет — Григорий Сергеевич Булатов («Дядя Гриша»), заключённый, «блатной»
- Сергей Иванов — Роман Долгачёв («Циркач»), заключённый, «мужик» (умер в 45 серии) (‡)
- Карен Мартиросян — Гиви Беридзе, заключённый, «мужик» (убит Пападзе в 27 серии) (‡)
- Николай Ковбас — «Лёнчик», заключённый, «мужик»
- Алексей Агрызков — Аристарх Богданович Величко, заключённый, «козёл»
- Андрей Савков — Максимка, заключённый, «мужик»
- Адам Чекман — Денис Уоррен («Ворон»), заключённый, «мужик»
- Сергей Неудачин — Пётр Алексеевич Опальский («Петюня», «Тихон Алексеевич»), заключённый, «блатной»
- Владимир Яковлев — Фёдор Боженко, заключённый, «мужик»
- Денис Воротников — Илья Сорокин («Сорока»), заключённый, «блатной»
- Степан Рожнов — Павел Лунёв («Лунь», «Лунёк»), заключённый, «блатной»
- Сергей Легостаев — «Угрюмый», заключённый, «блатной»
- Владимир Иванов — Иван Павлович Вязиков («Палыч»), заключённый, «мужик» (умер в 25 серии) (‡)
- Алексей Дмитриев — Жилкин, заключённый, «шерстяной» из «пресс-хаты» (убит Чигой в 6 серии) (‡)
- Тимур Ефременков — Попцов, заключённый, «шерстяной» из «пресс-хаты»
- Игорь Гаспарян — Уткин, заключённый, «шерстяной» из «пресс-хаты»
- Олег Карин — Евгений Спасский, заключённый, «блатной»
- Борис Эстрин — Хрулёв («Хруль»), заключённый, «мужик»
- Рустэм Султангузин — Таргын, заключённый
- Евгений Галенко — Константин Сергеевич Завадский, заключённый, «мужик» / с 17-й серии — «козёл»
- Вадим Медведев — Давид Арамович Агамян («Агдам»), заключённый, «блатной»
- Игорь Бусыгин — Дрюничев, осуждённый, «козёл»
- Роман Данилычев — осуждённый, «козёл»
- Олег Шеремет-Доска — Георгий, осуждённый, «козёл»
- Дмитрий Носов — Дмитрий Иванов («Спортсмен»), заключённый, «мужик»
- Николай Качура — Вадим Терёхин («Терёха»), заключённый, «мужик»
- Владимир Денисов — «Таран», заключённый, «законник», «смотрящий в СИЗО»
- Александр Рапопорт — «Вилен», заключённый, «законник», «смотрящий в СИЗО»
- Валентин Вертелецкий — Давид Зурабович Пападзе (дедушка Дато), заключённый, «мужик»
- Илья Мохов — личный «шнырь» Тарана
- Василий Сергеев — Игорь Евгеньевич Волков («Контуженный»), заключённый, «козёл» (убит Агдамом в 50 серии) (‡)
- Игорь Старосельцев — Петухов, заключённый, «мужик»
- Игорь Жуковский — Игорь Гайдышев, заключённый

### Другие персонажи
- Юлия Майборода — Елена Владимировна Дьякова, адвокат Алексея Павлова (погибла от взрыва в 35 серии) (‡)
- Елена Тузова — Наталья Николаевна Павлова, жена Алексея Павлова
- Наталья Юченкова-Долгих — Лариса Николаевна Костюхина, жена Николая Костюхина
- Анна Ходюш — Любовь Юрьевна Нечаева, девушка, написавшая заявление на Дениса Уоррена, бывшая проститутка
- Аркадий Пятницкий — Михаил Михайлович Мануйлов, государственный защитник, адвокат Дениса Уоррена
- Александр Карпов — Рудольф Михайлович Лемке, адвокат Дениса Уоррена
- Алла Миронова — Инна Сергеевна Полозкова, жена Геннадия Полозкова
- Олег Борецкий — адвокат Константина Завадского
- Геннадий Иванов — Аулов, государственный защитник, адвокат Алексея Павлова
- Вадим Шкуринский — Сычёв, водитель прокурора Мащенко (совершает самоубийство в 50 серии) (‡)
- Алевтина Добрынина — проверяющая из областной прокуратуры
- Ирина Морозова — Вера Величко, одна из жён Аристарха Величко
- Екатерина Александрушкина — Зинаида Величко, одна из жён Аристарха Величко
- Инора Заботина — Людмила Прокофьевна Сучкова, мать Анатолия Сучкова
- Галина Борисова — Адель Митрофановна Акивис, мать Ивана Акивиса
- Виктор Ротин — Немой, санитар
- Александр Нехороших — Андрей Иванович
- Виктор Николашин — адвокат Сычёва
- Руслан Кулешов — Вовка, сын Марии Агафоновой
- Ольга Больбух[англ.]— Диана Генриховна Петровская, жена Игоря Гайдышева

## Саундтрек
Саундтрек к фильму содержит много тюремной лирики в стиле русского шансона. Четыре песни написаны Виктором Тюменским, однако лишь одна из них звучит в сериале в более-менее полном варианте — во время демонстрации титров. В последней серии в эту композицию добавляется куплет, в предыдущих эпизодах не звучавший. Несколько песен написаны Олегом Протасовым. Также в сериале звучит песня «Одинокая», автором которой является Денис Майданов.

## Критика
15 февраля 2006 года министр обороны Сергей Иванов во время своего выступления в Государственной думе заявил, что сериал романтизирует уголовную действительность, что способствует усилению дедовщины в армии.
Отмечая искажения тюремных реалий, главный редактор журналов «Индекс/Досье на цензуру» и «Неволя», бывший политзаключённый Наум Ним главным считает то, что «сама атмосфера тюрьмы передана абсолютно адекватно»:
…опустошающую безнадёгу авторы фильма очень удачно и очень правильно обрушивают на зрителя. <…> Этот фильм самым действенным образом разрушает вновь окрепшую в молодёжной среде романтизацию тюрьмы. Не надо устраивать бесполезных семинаров о том, как уберечь молодёжь от влияния криминальной субкультуры. Только проследить, чтобы «малолетки», одурманенные тюремными мифами о справедливой «братве», каждый будний день устраивались у телевизора.
Сериал раскритиковал известный российский шансонье Александр Новиков, в прошлом сам отбывавший наказание в местах заключения:
Ну сидел — и что, думаете, я должен смотреть это дерьмо?! Это всё плебейщина! Что братва об этом думает? Так нет давно нормальной братвы! Кто с мозгами был — при делах и в бизнесе, а кто тупой — на кладбище.